# Monténégro au Concours Eurovision de la chanson 2013
Le Monténégro est l'un des quarante-deux pays participants du Concours Eurovision de la chanson 2013, qui se déroule à Malmö en Suède. Le pays est représenté par le groupe Who See et la chanteuse Nina Žižić et leur chanson Igranka, sélectionnés en interne par le diffuseur RTCG. Le pays échoue en demi-finale et termine 12e de sa demi-finale avec 41 points.

## Sélection
Le diffuseur monténégrin RTCG confirme sa participation le 14 décembre 2012. Le 20 décembre 2012, il annonce que le pays sera représenté par le groupe Who See et la chanteuse Nina Žižić. Leur chanson, intitulée Igranka, est publiée le 14 mars 2013.

## À l'Eurovision
Le Monténégro participe à la première demi-finale, le 14 mai 2013. Arrivé 12e de sa demi-finale avec 41 points, le pays ne s'est pas qualifié pour la finale.